# Costache Negri (Galați)
Costache Negri è un comune della Romania di 2 658 abitanti, ubicato nel distretto di Galați, nella regione storica della Moldavia.
La città prende il nome da Costache Negri (Iași, 14 maggio 1812 – Târgu Ocna, 28 settembre 1876) un politico, patriota e scrittore romeno.